# رينان (لاعب كرة قدم)
رينان (بالبرتغالية: Marcos Renan de Mattos Ceschin‏) هو رائد أعمال ولاعب كرة قدم برازيلي في مركز الوسط، ولد في 12 مايو 1985 في كوريتيبا في البرازيل. لعب مع نادي بارانا ونادي بونتي بريتا ونادي كوريتيبا.

## وصلات خارجية
- رينان (لاعب كرة قدم) على موقع قاعدة بيانات كرة القدم.إي يو (الإنجليزية)